# 重庆市第六十八中学校

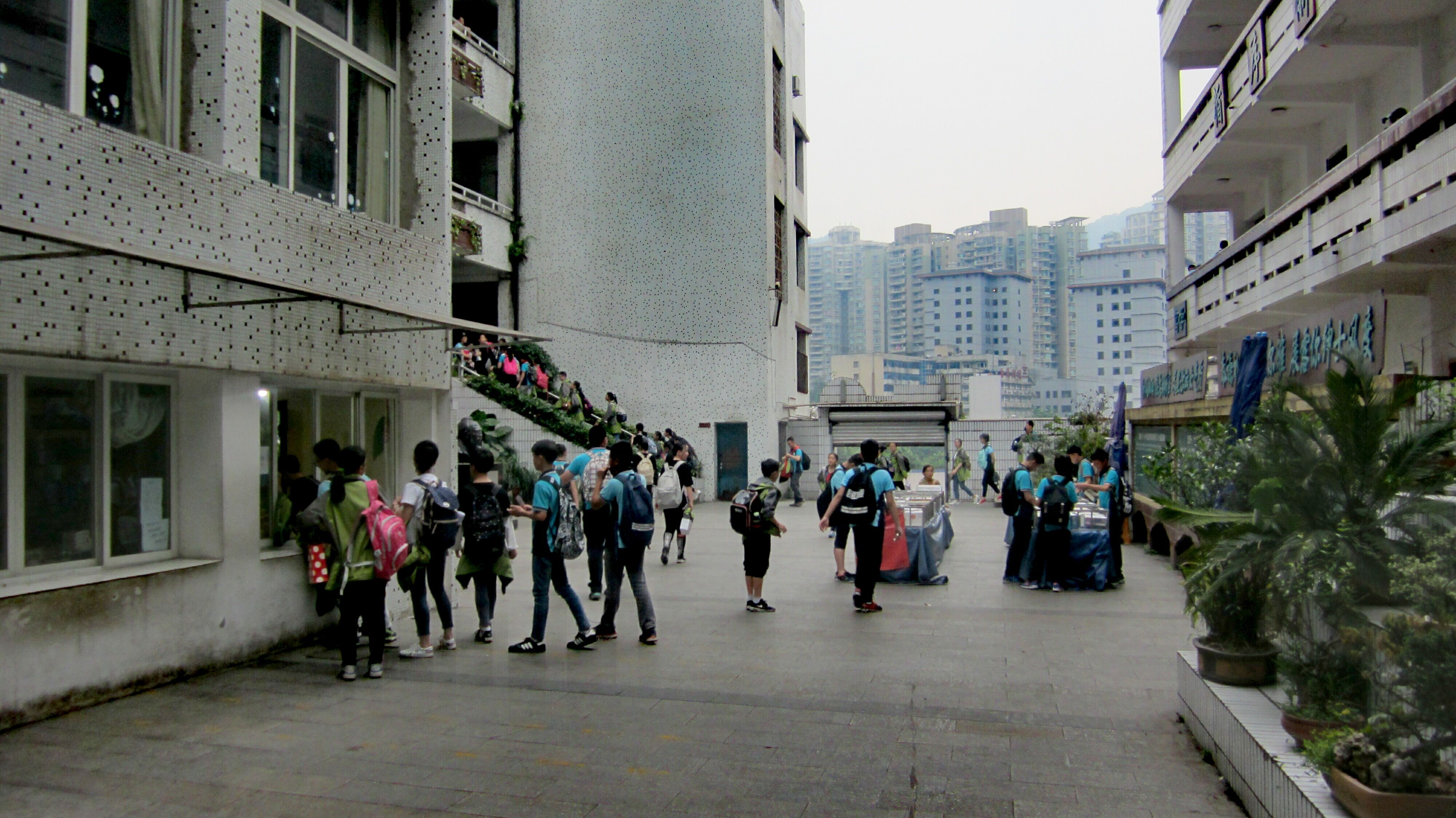
重庆68中学生

重庆市第六十八中学校，簡稱重庆68中，68中，旧称杨公桥中学，红岩二中是一所公办的义务制学校，位于重庆市沙坪坝区，是沙区示范初中。有着五十多年的办学历史，积累了丰富的办学经验。有101名教职员工（2014年）、834名学子（2018年）、24个教学班（2018年）。

## 口号与象征
- 校训 允公允能 大雅养正
- 校风 和美包容 德正行雅
- 学风 勤学力行 知类通达

## 未來願景
2017年9月，該校開始整體重建。根據規劃該校將擁有40多個班級，200米標準跑道。該校還規劃有地下三層，一層為超大豪華食堂，二層為現代化室内運動場和若干小型活動室，三層為擁有200個停車位的停車場。

## 学校成绩
1999、2000、2002、2005年沙坪坝区中考联招状元均出自该校，2019年该校重点高中保送推荐率和中考联招上线率居全区第一名。